# Sajóörös
Sajóörös is een plaats (község) en gemeente in het Hongaarse comitaat Borsod-Abaúj-Zemplén. Sajóörös telt 1176 inwoners (2001).